# ラフレシア

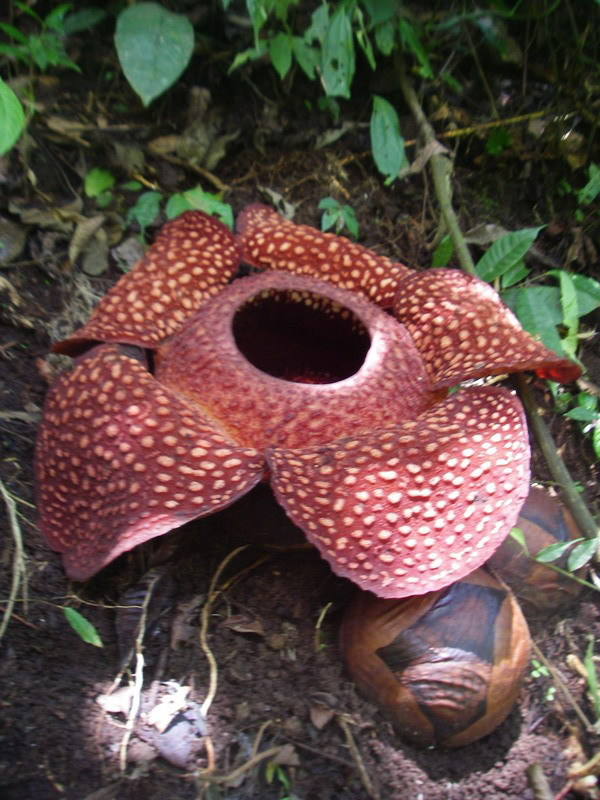
ラフレシア・アルノルディイの花

ラフレシア（Rafflesia）は、東南アジア島嶼部とマレー半島に分布するラフレシア科ラフレシア属の全寄生植物で、十数種を含む。多肉質の大形の花をつけるものが多く、中でもラフレシア・アルノルディイ Rafflesia arnoldii （日本語で「ラフレシア」と呼ぶ場合、たいていこの種を指す）の花は直径90 cm程にも達し、「世界最大の花」としてよく知られている。この花の花粉を運んでいるのは死肉や獣糞で繁殖するクロバエ科のオビキンバエ属などのハエであり、死肉に似た色彩や質感のみならず、汲み取り便所の臭いに喩えられる腐臭を発し、送粉者を誘引する。

## 名称の由来・他
ヨーロッパ人ではシンガポールの建設者であるトーマス・ラッフルズの調査隊が1826年にこの植物を最初に確認した。同行したメンバーは「人食い花ではないか?」と恐れたが、ラッフルズは花に触って無害であることを証明したとされる。調査探検に同行した博物学者のジョセフ・アーノルドが、スケッチ・観察・標本などを作り（「形態」で後述されている主な特徴のほとんどは、アーノルドが調査したものである）近代植物学の世界に紹介、学名はこの2名にちなんで献名されRafflesia arnoldii（ラフレシア・アルノルディイ）と名付けられた。
明治期の文献に Rafflesia を音訳した拉弗来写という漢字表記が見られる。

## 形態
ブドウ科植物の根に寄生し、本体は寄主組織内に食い込んだごく微細な糸状の細胞列からなり、ここから直接花を出す。茎、根、葉はない。花は雄花と雌花に分かれており、雄花の葯からは粘液に包まれてクリーム状になった花粉が出て、花の奥に入り込んだハエの背面に付着する。このハエが雌花に誘引されて花の奥に入り込み、雌しべの柱頭に背中が触れると受粉が成立する。花弁は発泡スチロールのような質感で、踏むと乾いたようなパキパキという音を立てる。

## 主な種
The Plant Listによる
- Rafflesia arnoldii R.Br. - ラフレシア・アルノルディイ
- Rafflesia baletei Barcelona & Cajano
- Rafflesia borneensis Koord.
- Rafflesia cantleyi Solms
- Rafflesia gadutensis Meijer
- Rafflesia hasseltii Suringar
- Rafflesia horsfieldii R.Br.
- Rafflesia keithii Meijer
- Rafflesia kerrii Meijer
- Rafflesia leonardii Barcelona & Pelser
- Rafflesia lobata R.Galang & Madulid
- Rafflesia manillana Teschenm.
- Rafflesia micropylora Meijer
- Rafflesia mira Fernando & Ong
- Rafflesia philippensis Blanco
- Rafflesia pricei Meijer
- Rafflesia rochussenii Teijsm. & Binn.
- Rafflesia schadenbergiana Göpp. ex Hieron.
- Rafflesia speciosa Barcelona & Fernando
- Rafflesia tengku-adlinii Salleh & Latiff
- Rafflesia tuan-mudae

## 寿命
花を咲かすのには2年かかるが、花が咲いたら約3日で枯れてしまうので、目にすることは難しい。

## 世界一大きな花か否か
ラフレシア・アルノルディイの発見後、ほぼ同じ特徴を持つラフレシア科・ラフレシア属も確認されたが、最初に確認されたラフレシア・アルノルディイを超える花を咲かせる種は発見されていない。
ラフレシア・アルノルディイは世界最大の花として広く知られているが、実際にギネスブックに公認されている世界最大の花は、直径1.5メートルに達するショクダイオオコンニャクである。しかし、後者の「花」は厳密には花序とそれを覆う仏炎苞の複合体であり、ひとつの独立した花として世界最大なのは、依然ラフレシア・アルノルディイとみなすことができる。

## 画像

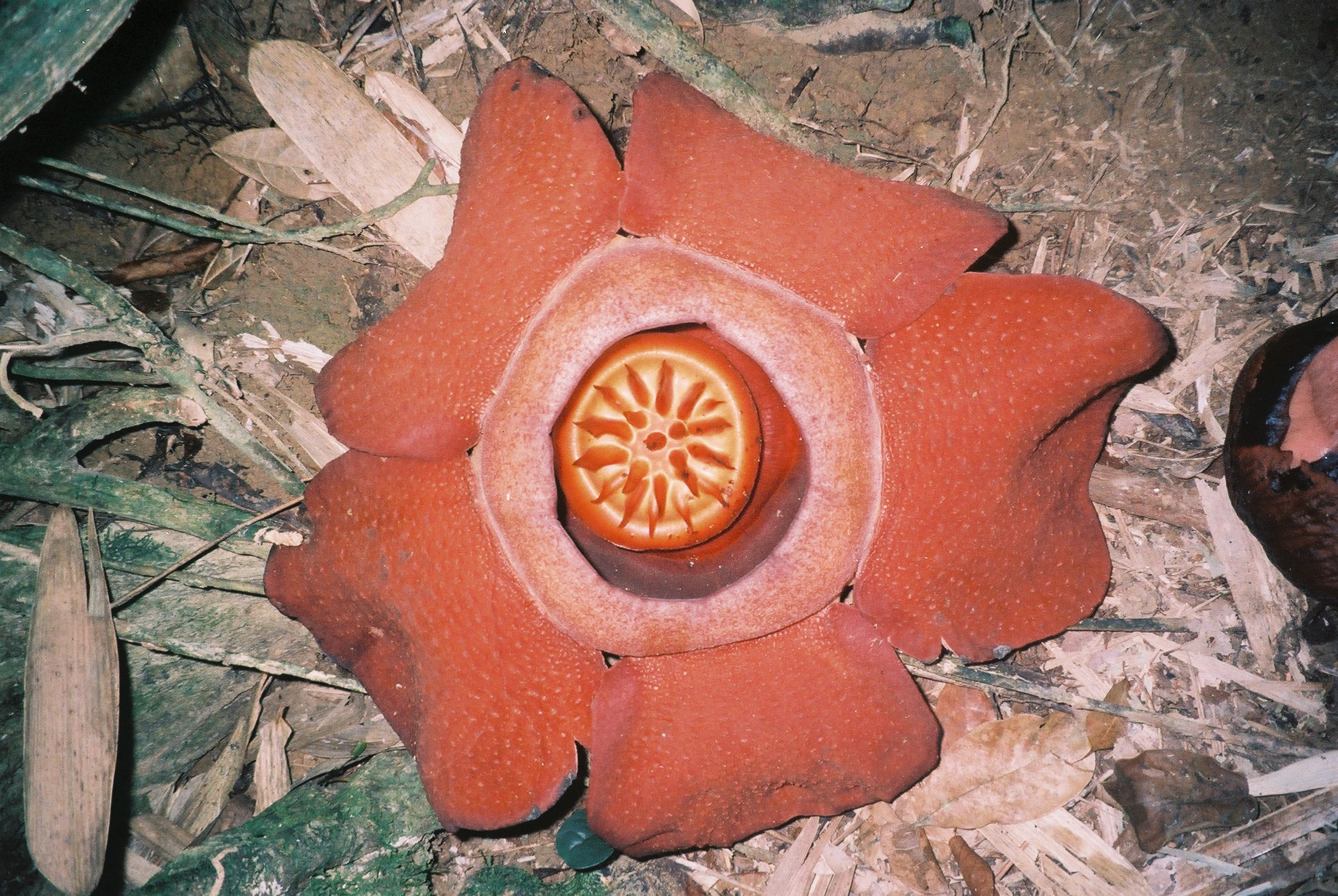
Rafflesia kerrii
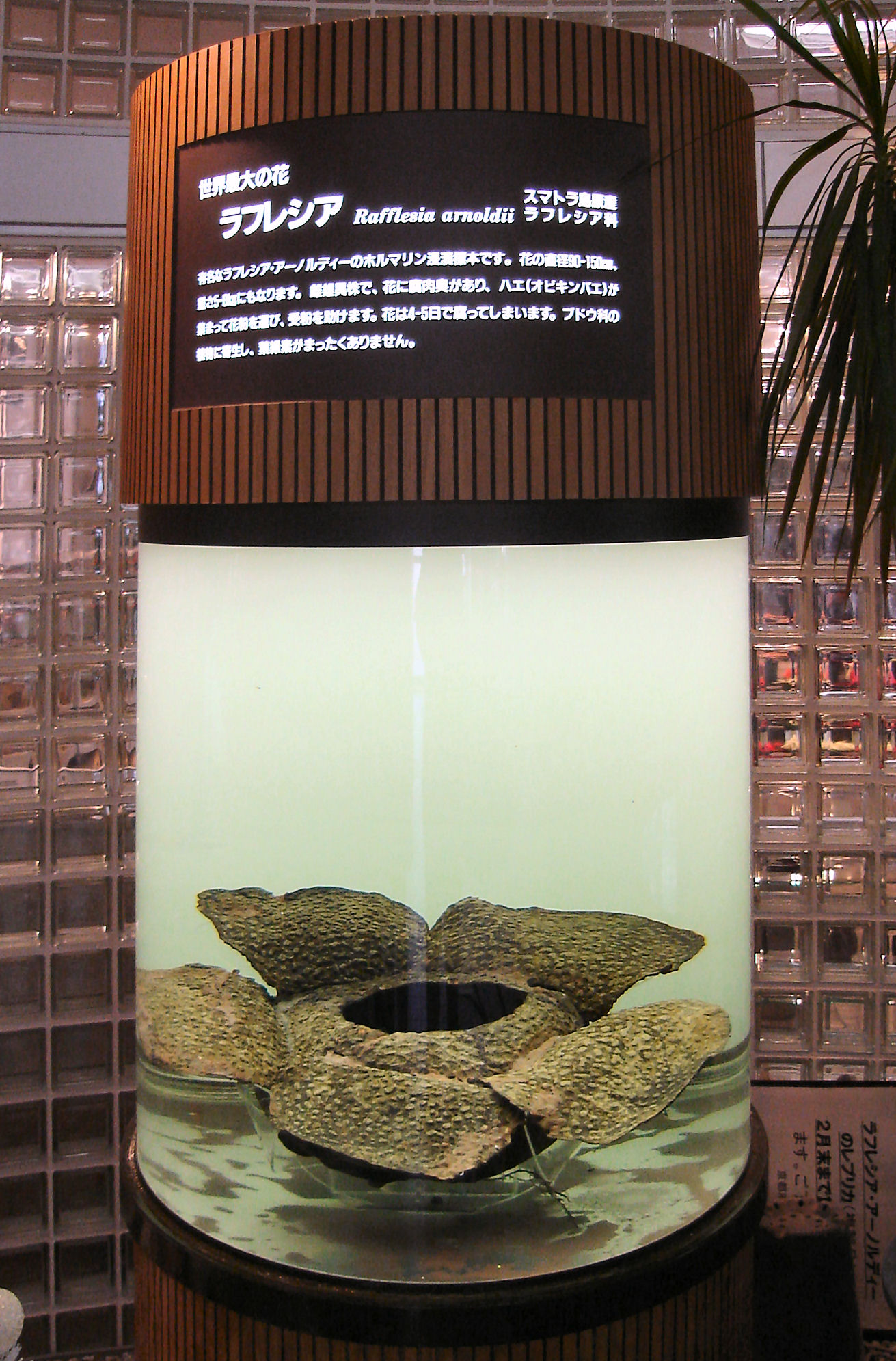
京都府立植物園に展示されている標本 (Rafflesia arnoldii)
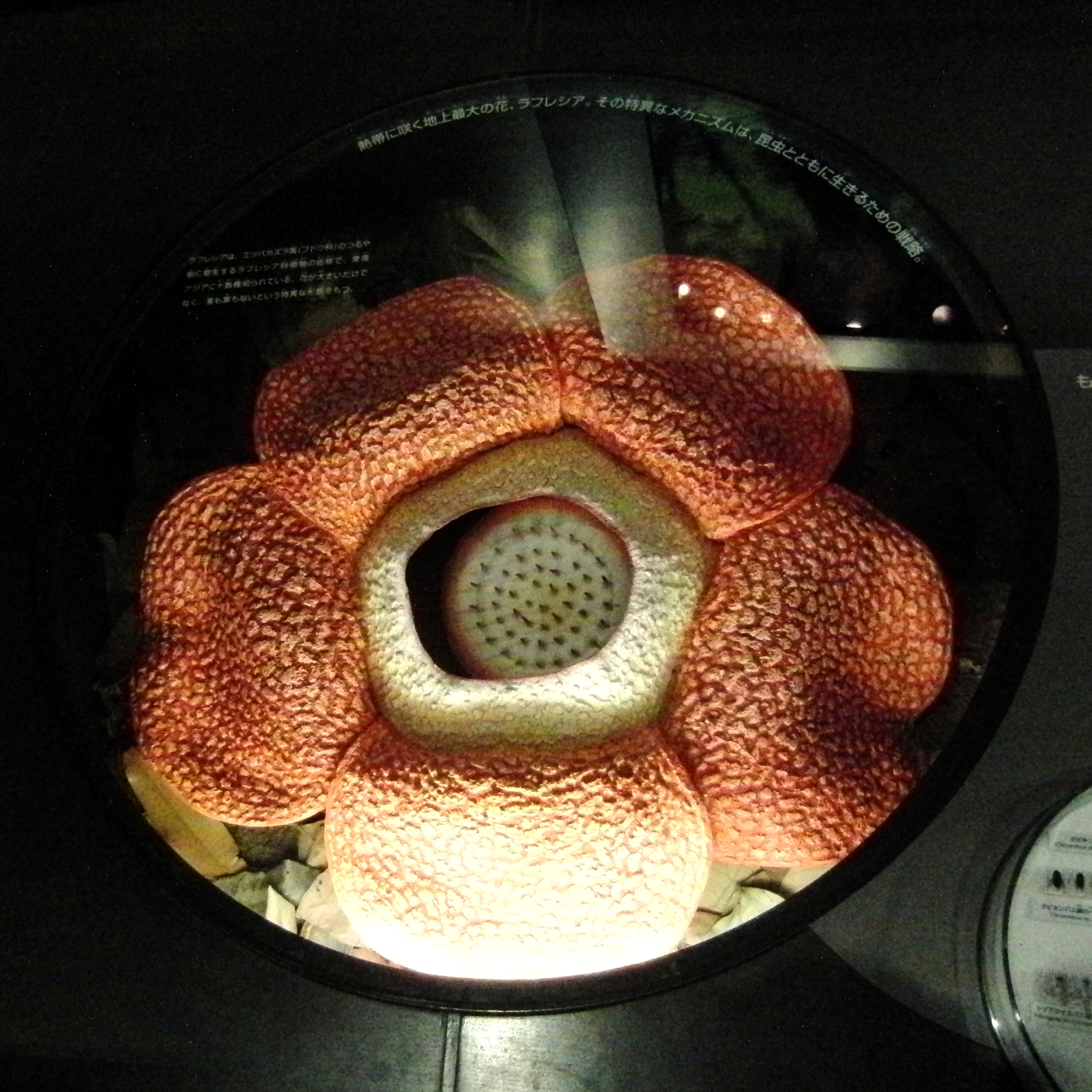
ラフレシアの実物大模型（国立科学博物館）